# 迈克尔·赞托夫斯基
迈克尔·赞托夫斯基（捷克語：Michael Žantovský；1949年1月3日—），是捷克的政治家、外交家、作家、心理学家、翻译，是捷克总统瓦茨拉夫·哈维尔在七七憲章中的盟友，瓦茨拉夫·哈维尔执政后担任总统的新闻秘书、发言人，曾担任驻美国大使、驻以色列大使、驻英国大使。